# Catocala nymphula
Catocala nymphula là một loài bướm đêm trong họ Erebidae.